# American Quarterly
American Quarterly es una revista académica fundada en 1949 y la publicación oficial de la American Studies Association (ASA). Abarca temas de interés nacional e internacional para los Estados Unidos y es considerada uno de los principales recursos en el campo de los estudios de ese país. El actual redactor jefe  Mari Yoshihara, de la  Universidad de Hawái en Mānoa La revista es una publicación trimestral de la Johns Hopkins University Press.